# Liste unvollendeter Eisenbahnprojekte
Die Liste unvollendeter Eisenbahnprojekte führt Eisenbahnprojekte auf, deren Bauausführung begonnen wurde, deren Inbetriebnahme aber nie erfolgte.

## Europa

### Deutschland

#### Baden-Württemberg
- Bahnstrecke Bretten–Kürnbach
- Bahnstrecke Dornstetten–Pfalzgrafenweiler
- Bahnstrecke Biberach–Uttenweiler
- Seebrugg–Sankt Blasien

#### Bayern
- Nationale Versuchsanlage für Verkehrstechniken Dillingen – Donauwörth

#### Berlin
- Ost-West-S-Bahn

#### Hamburg
- Alsterhalbring

#### Hessen
- Frankfurt 21
- Einschienenbahn am Taunusrand, Obertaunuskreis

#### Nordrhein-Westfalen
- Eisenbahnversuchsanlage Rheine–Freren
- Rangierbahnhof in Münster
- Alte Eisenbahn Lichtenau – Willebadessen
- Bahnstrecke Geldern–Meerbeck
- Bahnstrecke Meinerzhagen–Krummenerl
- Neubaustrecke Köln–Groß-Gerau
- Ruhr-Mosel-Bahn: Holzheim (b. Neuss) – Rommerskirchen – Horrem – Mödrath – Liblar – Rheinbach – Ringen – Abzw Rech (Nordrhein-Westfalen)
- viergleisiger Ausbau Münster-Osnabrück

#### Rheinland-Pfalz
- Ourtalbahn Losheim – Sankt Vith (Belgien)
- Rechte Moselstrecke, Treis-Karden – Neef

#### Saarland
- Waldmohr-Jägersburg – Bexbach

#### Sachsen
| Projektname            | Strecke(n)                       | Spurweite | Baubeginn     | Bauende | Anmerkungen    |
| ---------------------- | -------------------------------- | --------- | ------------- | ------- | -------------- |
| Pöbeltalbahn           | Schmiedeberg (Bz Dresden)–Moldau | 750 mm    | 10. März 1920 | 1923    | Schmalspurbahn |
| Sächsische Nordostbahn | Priestewitz–Radeburg Nord        | 1435 mm   | 1919          | 1927    |                |

### Dänemark
- Elektrische Bahnprojekte in Ostjütland
- Geplante Eisenbahnstrecken auf Himmerland
- Geplante Eisenbahnstrecken auf Møn
- Geplante Eisenbahnstrecken auf Thy
- Geplante Eisenbahnstrecken auf Vendsyssel

### Österreich
- Verschiebebahnhof Breitenlee
- Reschenscheideckbahn
- Bahnstrecke Spittal an der Drau–Gmünd

### Frankreich
- Bahnstrecke Chorges–Barcelonnette

### Italien

#### Basilikata
1. Bahnstrecke Ferrandina–Matera

#### Emilia-Romagna
1. Bahnstrecke Rolo–Mirandola
2. Bahnstrecke Santarcangelo di Romagna–Urbino

#### Friaul – Julisch Venetien
1. Bahnstrecke Bertiolo–Palmanova–Savogna
2. Bahnstrecke Cormons–Redipuglia
3. Bahnstrecke Udine–Majano

#### Lombardei
1. Linee celeri della Brianza

#### Piemont
1. Rangierbahnhof Domo II in Domodossola

#### Sizilien
1. Bahnstrecke Canicattì–Caltagirone
2. Bahnstrecke Salemi–Kaggera
3. Bahnstrecke Leonforte–Nicosia
4. Bahnstrecke Palermo–Salaparuta

#### Südtirol
1. Reschenscheideckbahn

#### Venetien
1. Bahnstrecke Teglio Veneto–Bertiolo–Udine

### Montenegro
1. Sandschakbahn

### Norwegen
1. Polarbahn (Norwegen)

### Polen
- Quelle ist der Atlas Linii Kolejowych Polski 2010

1. (Czersk –) Bąk – Liniewko Kaszubskie (~ 24 km, 1914)
2. Teresin Niepokalanów – Korytów (~ 20 km)
3. Komorów – Szeligi (~ 34 km)
4. Twardogóra – Syców (~ 18 km)
5. Jarosław – Richtung Ukraine (~ 35 km)
6. Nowa Grobla – Chorośnica (Хоросниця, Ukraine) (1940, 24 km in Polen, 12 km in der Ukraine)

### Schweden
1. Bahnstrecke Lidköping–Kvänum
2. Bahnstrecke Vireda–Gripenberg
3. Kymlinge (Stockholms tunnelbana)

### Slowenien
1. Črnomelj – Vinica – Grenze Slowenien/Kroatien – Moravice

### Tschechien
| Projekt                                       | Strecke(n)                                           | Spurweite | Baubeginn | Bauende | Anmerkungen                                                                       |
| --------------------------------------------- | ---------------------------------------------------- | --------- | --------- | ------- | --------------------------------------------------------------------------------- |
| Strousberg-Bahn (Stroussbergova dráha)        | Františkov–Dobřív                                    | 1435 mm   | 1868      | 1875    | Einstellung der Bauarbeiten infolge des Wiener Börsenkrachs.                      |
| Mährisch-Schlesische Centralbahn              | Troppau–Wlarapass (Opava–Vlárský průsmyk)            | 1435 mm   | 1873      | 1874    | Einstellung der Bauarbeiten infolge des Wiener Börsenkrachs.                      |
| Zahnradbahn auf den Dreikreuzberg in Karlsbad | Sprudelgasse–Dreikreuzberg (Vřídelní–Vrch Tři kříže) | 1200 mm   | 1913      | 1914    | touristische Bergbahn, Einstellung der Bauarbeiten infolge des Ersten Weltkrieges |
| Baťa-Bahn                                     | Vizovice–Valašská Polanka                            | 1435 mm   | 1937      | 1951    | Einstellung der Bauarbeiten infolge des kommunistischen Februarumsturzes von 1948 |

### Belarus
1. Bjarosa (Бяроза) – Grenze zu Białowieża (Polen) (~ 80 km)

## Afrika
1. Chemin de fer transsaharien
2. Ruandabahn

## Amerika
- Bahnstrecke Odell–Dease Lake
- South Pennsylvania Railroad

## Asien

### Russland (asiatischer Teil)
1. Bahnstrecke Selichino–Sachalin
2. Beringstraßentunnel
3. Polarkreiseisenbahn

### Vietnam
1. Bahnstrecke Tân Ằp–Thakhet

## Australien
1. Speedrail